# Stazione meteorologica di Cologna Veneta
La stazione meteorologica di Cologna Veneta è la stazione meteorologica di riferimento relativa alla località di Cologna Veneta.

## Coordinate geografiche
La stazione meteorologica si trova nell'area climatica dell'Italia nord-orientale, nel Veneto, in provincia di Verona, nel comune di Cologna Veneta, a 24 metri s.l.m. e alle coordinate geografiche 45°19′N 11°23′E.

## Dati climatologici
In base alla media trentennale di riferimento 1961-1990, la temperatura media del mese più freddo, gennaio, si attesta a +2,0 °C, quella del mese più caldo, luglio, è di +23,6 °C.
| Cologna Veneta     | Mesi | Mesi | Mesi | Mesi | Mesi | Mesi | Mesi | Mesi | Mesi | Mesi | Mesi | Mesi | Stagioni | Stagioni | Stagioni | Stagioni | Anno |
| Cologna Veneta     | Gen  | Feb  | Mar  | Apr  | Mag  | Giu  | Lug  | Ago  | Set  | Ott  | Nov  | Dic  | Inv      | Pri      | Est      | Aut      | Anno |
| ------------------ | ---- | ---- | ---- | ---- | ---- | ---- | ---- | ---- | ---- | ---- | ---- | ---- | -------- | -------- | -------- | -------- | ---- |
| T. max. media (°C) | 5,1  | 8,7  | 13,6 | 18,7 | 23,9 | 27,9 | 30,1 | 29,5 | 26,0 | 19,5 | 11,7 | 6,1  | 6,6      | 18,7     | 29,2     | 19,1     | 18,4 |
| T. min. media (°C) | −1,1 | −0,1 | 3,7  | 7,8  | 11,5 | 15,2 | 17,0 | 16,4 | 13,2 | 8,6  | 4,9  | 0,1  | −0,4     | 7,7      | 16,2     | 8,9      | 8,1  |